# Leunawerke

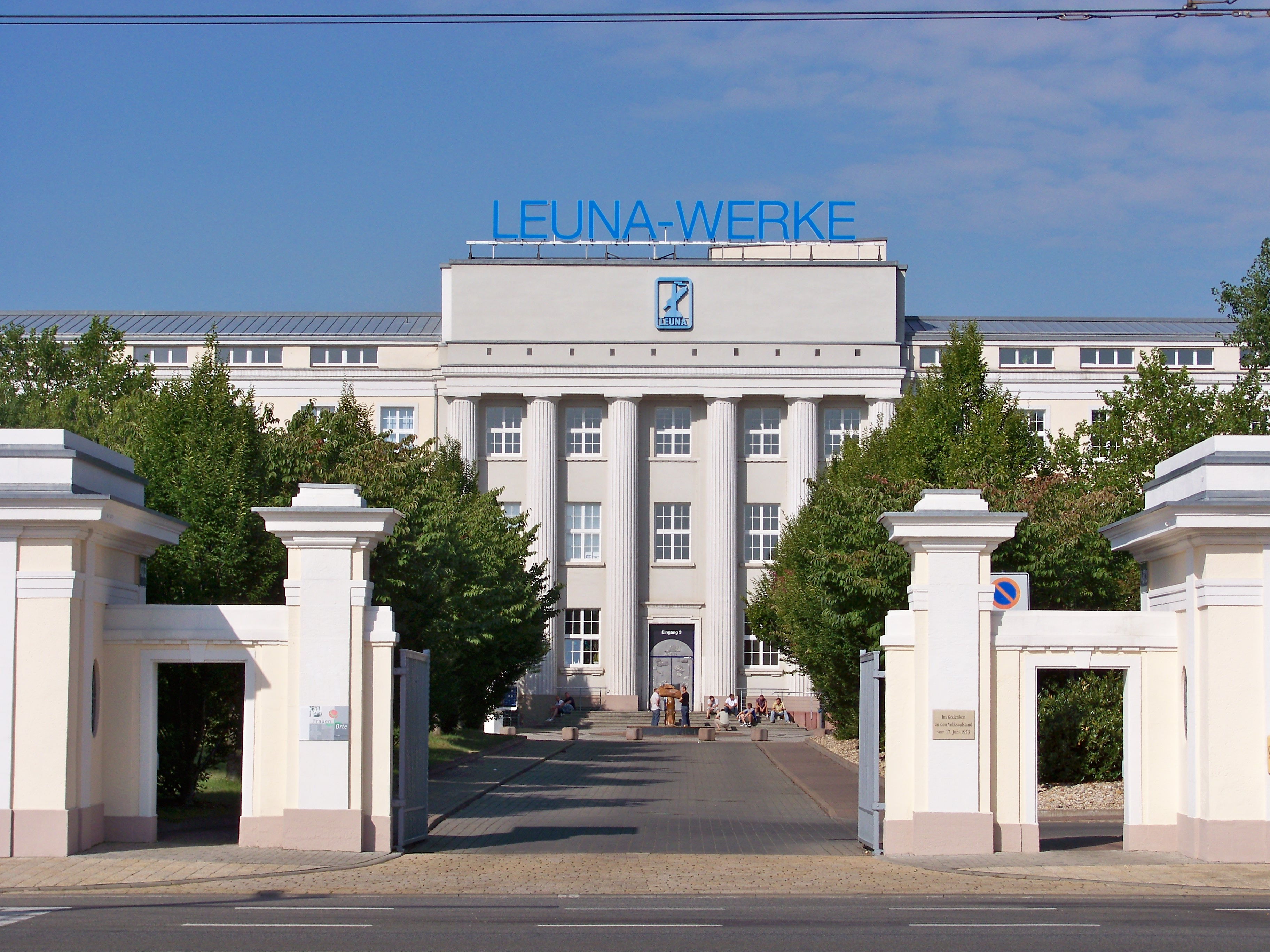
Hauptverwaltung der Leunawerke, 2009

Die Leunawerke, benannt nach der östlich des Industriegebiets liegenden Stadt Leuna, befanden sich südlich von Halle (Saale) in Sachsen-Anhalt. Mit ihren weltweit ersten großindustriellen Hydrieranlagen zählten sie bis 1945 zu den führenden Chemiewerken Deutschlands und entwickelten sich anschließend zum größten Betrieb der Chemieindustrie in der DDR. Heute sind auf dem Gelände der Leunawerke zahlreiche neue Unternehmen angesiedelt. Die Infrastruktur wird von der Infraleuna GmbH verwaltet.

## Geschichte

### Gründung als Ammoniakwerk Merseburg der BASF

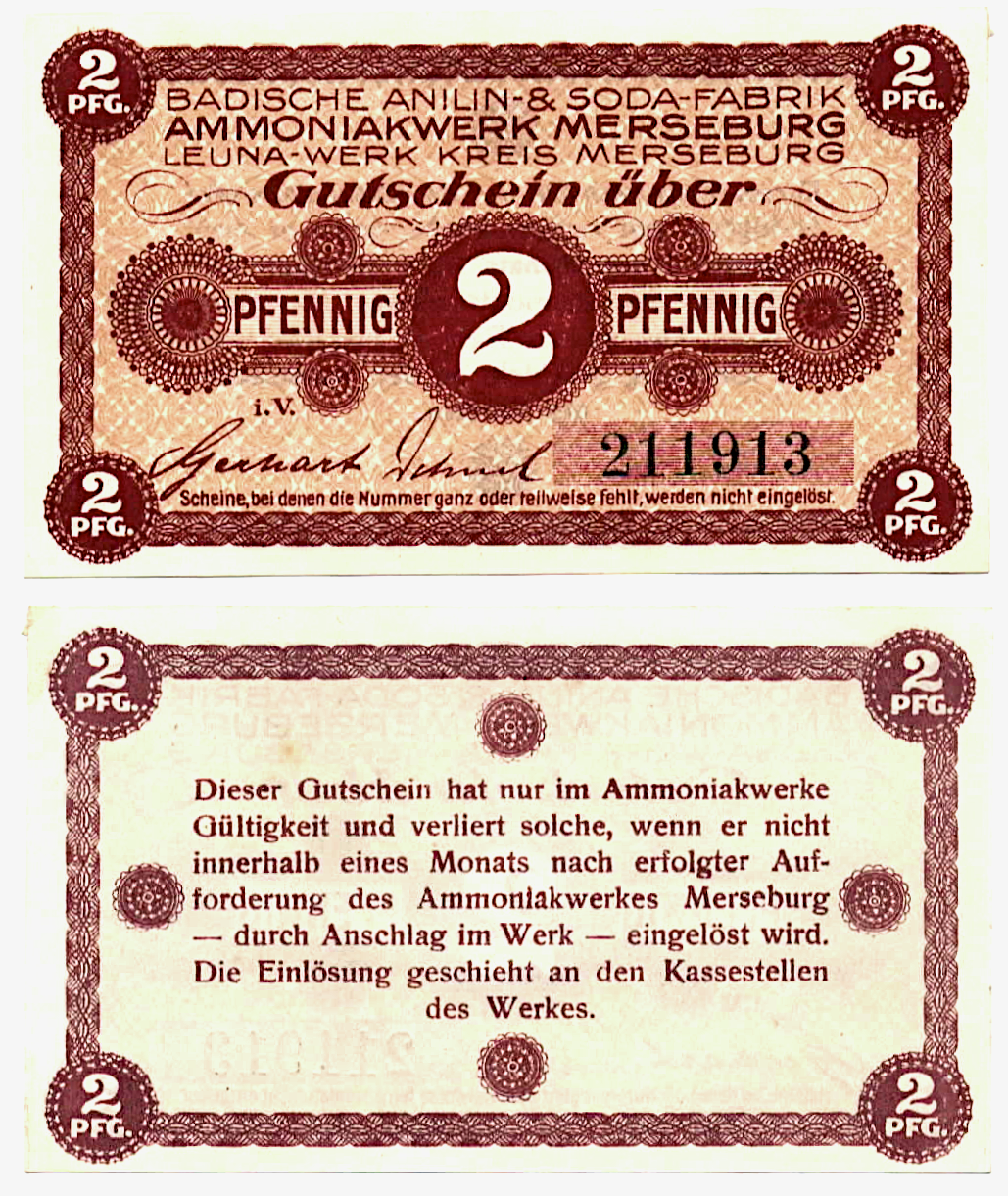
Ein Gutschein (Vorder- und Rückseite) des Ammoniakwerks Merseburg in Leuna.

Ammoniak ist ein wichtiger Grundstoff sowohl zur Produktion von Düngemitteln (Harnstoff) als auch Salpetersäure. Diese dient unter anderem zur Sprengstoffherstellung (Ammoniumnitrat, Pikrinsäure). Im Ersten Weltkrieg überstieg der Bedarf an diesen Produkten die Kapazitäten des Werkes Oppau der BASF, die das Patent für die Ammoniaksynthese nach dem Haber-Bosch-Verfahren besaß. Auf Drängen der Regierung des Deutschen Reiches und deren Oberster Heeresleitung plante die BASF den Bau eines zweiten Ammoniakwerkes. Um vor potentiellen Angriffen der französischen Luftstreitkräfte sicher zu sein, wählte man einen Standort in Mitteldeutschland. Am 25. Mai 1916 war in Leuna Grundsteinlegung für die Badische Anilin- und Sodafabrik, Ammoniakwerk Merseburg genannte Anlage, deren Bau von Carl Bosch geleitet wurde. Nach kurzer Bauzeit verließ Ende April 1917 der erste Kesselwagen das Werksgelände.
1920 fusionierten die Leunawerke und der Standort Oppau zur Ammoniakwerke Merseburg-Oppau GmbH. Während der Märzkämpfe in Mitteldeutschland im Frühjahr 1921 verbarrikadierten sich aufständische Arbeiter in den Leunawerken. Ab 1923 wurde in Leuna das 1920 von Matthias Pier entwickelte neue Hochdruckverfahren für die Methanolherstellung aus Synthesegas großtechnisch umgesetzt.

### Unternehmen der I.G. Farben

Markenzeichen Leuna-Benzin

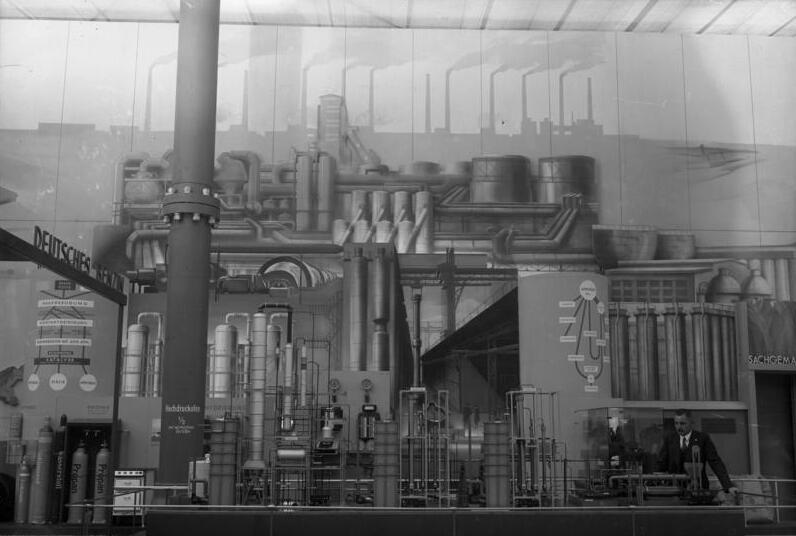
Die Eröffnung der Schau „Deutsches Volk-Deutsche Arbeit“, Kaiserdamm Berlin. Ein Teil des Werkes Leuna in der Abteilung Chemie auf der Ausstellung, April 1934

Ende 1925 wurde die BASF ein Unternehmensbestandteil des I.G. Farben-Konzerns, in dem Leuna wieder als Ammoniakwerk Merseburg GmbH – Leuna Werke firmierte. Im Zuge der deutschen Autarkiebestrebung begann im gleichen Jahr die I.G. Farben mit ersten Versuchen zur industriellen Herstellung von synthetischen Kraftstoffen mittels Kohleverflüssigung auf Basis des Bergius-Pier-Verfahrens, auch I.G.-Verfahren genannt. Schon 1926 brachte das Unternehmen in den Leunawerken den ersten Großversuch im industriellen Maßstab hinter sich und ging am 1. April 1927 mit einem Durchsatz von 100.000 Jahrestonnen synthetischen Benzins in Produktion. Die Produktion wurde von verschiedenen Reichsregierungen schon in der Weimarer Republik subventioniert, um der Importabhängigkeit von Erdöl entgegenzuwirken.
Die Möglichkeiten der Umwandlung fossiler Brennstoffe in flüssige Kraft- und Schmierstoffe förderten andere Länder, insbesondere Großbritannien und die USA, zumindest in der Anfangszeit vergleichbar. Zur Herstellung des Kohlebenzins vereinbarte ab dem Jahr 1929 die I.G. Farben in mehreren Ländern sogenannte Engineer-Agreements. In Deutschland begannen die Verhandlungen zwischen der I.G. Farben und dem Reichswirtschaftsministerium über den Ausbau der synthetischen Treibstoffversorgung im Jahr 1932. Somit kam die Idee, die Produktion des Leuna-Benzins in Deutschland noch umfangreicher staatlich zu fördern, nicht von den Nationalsozialisten, sondern wie die überwiegende Mehrheit wirtschaftspolitischer Vorstellungen der NSDAP von außen und entsprach älteren Forderungen.
Nach der Ernennung Adolf Hitlers zum Reichskanzler wurde die Autarkie ein erklärter Bestandteil der nationalsozialistischen Wirtschaftspolitik. Im Dezember 1933 schloss das Reichswirtschaftsministerium mit der I.G. Farben das Feder-Bosch-Abkommen, in dem sich letztere verpflichtete, ihre Produktion in Leuna bis zum 31. Dezember 1935 auf jährlich mindestens 300.000, höchstens 350.000 Tonnen Benzin zu erhöhen, während der Staat einen Mindestverkaufspreis für das mittels Hydrierung aus Braunkohle gewonnene Benzin garantierte. Mit dieser Maßnahme sollten Devisen für Mineralölimporte gespart, aber auch Arbeitsplätze geschaffen werden. Eine militärstrategische Komponente besaß der Vertrag nicht, da die garantierte Jahreserzeugung schon im Vergleich zum regulären Jahresverbrauch des Deutschen Reiches nur ein unbedeutender Bruchteil war.
Mit Beteiligung der I.G. Farben erfolgte im Oktober 1934 die Gründung der Braunkohle-Benzin AG (Brabag), die unter Lizenz im I.G.-Verfahren in ihren Hydrierwerken Magdeburg und Böhlen ab 1936 sowie in Zeitz ab 1939 etwa 740.000 Tonnen synthetische Kraftstoffe pro Jahr herstellen sollte. Parallel erhöhte die I.G. Farben ihre Produktion in den Leunawerken immer mehr und baute weitere eigene Hydrierwerke an verschiedenen Standorten. Auch andere deutsche Energieversorger erwarben von der I.G. Farben entsprechende Lizenzen und betrieben ab 1936 eigene Hydrierwerke. In der Folgezeit wurden die Produktionskapazitäten in den Leunawerken auf eine Jahresleistung von 650.000 Tonnen synthetischer Produkte gesteigert. Die nur wenige Kilometer entfernt in Schkopau ansässigen Buna-Werke waren eine Tochtergesellschaft der Ammoniakwerk Merseburg GmbH – Leuna Werke.

### Zweiter Weltkrieg
Da Deutschland über fast keine eigenen Ölvorkommen verfügt, erlangte bereits vor dem Zweiten Weltkrieg die Herstellung von synthetischem Benzin eine große Bedeutung. Der Bau von Hydrierwerken wurde ein wesentlicher Bestandteil der Autarkiebestrebungen des im Oktober 1936 veröffentlichten Vierjahresplans. Insgesamt entstanden bis 1943 im deutschen Einflussbereich 23 Hydrier- und Synthesewerke, davon neun, die mit der Fischer-Tropsch-Technologie der Ruhrchemie arbeiteten, und 14 nach dem Hochdruck-Hydrierungsverfahren der I.G. Farben. Die Anlage in Pölitz hatte einen Durchsatz von 700.000 Tonnen Öl und übertraf damit die Kapazitäten aller anderen Hydrierwerke.
Im November 1944 wurden in den Leunawerken insgesamt 12.132 ausländische Arbeitskräfte beschäftigt und im März 1945 waren es 14.140 Personen. Von etwa 12.000 Arbeitskräften am Jahresende 1944, die nicht zur Stammbelegschaft gehörten, ist die Nationalität bekannt. 1.500 waren Reichs- oder Volksdeutsche aus Mitteleuropa, 2.200 waren russische Ostarbeiter, 2.400 Franzosen, 2.000 Italiener, 450 Tschechen und 430 Flamen. 515 hatten kroatischen, polnischen, niederländischen und marokkanischen Hintergrund. Hinzu kamen 1590 kriegsgefangene Franzosen und weitere 1600 Lagerhäftlinge in den sogenannten Arbeitserziehungslagern Osendorf, Zöschen und Schkopau. Insgesamt waren das mehr als 15.000 Arbeitskräfte, von denen mehr als zwei Drittel zu Zwangsarbeit in die Leunawerke verbracht worden waren. Nach anderer Quelle hatten die Leunawerke Ende 1944 eine Belegschaft von 27.000 Arbeitskräften, von denen 16.500 ausländische Arbeitskräfte und Kriegsgefangene waren – also 10.500 Deutsche.
Am 12. Mai 1944 kam es zum ersten großen Schlag der Alliierten gegen die deutsche Treibstoffindustrie. Mehr als 800 Bomber der 8. US-Luftflotte warfen über den mitteldeutschen Hydrierwerken eine Bombenlast von rund 1.700 Tonnen ab. Albert Speer, damals Reichsminister für Rüstung und Kriegsproduktion, schrieb später in seinem 1969 erschienenen Buch Erinnerungen: „Mit dem Gelingen dieser Angriffe war der Krieg produktionstechnisch verloren“. Das Werk konnte zehn Tage später den Betrieb wiederaufnehmen, wurde aber durch einen neuen Angriff am 28. Mai abermals lahmgelegt. In der „Schlacht um Leuna“ griffen alliierte Bombergeschwader in der Folge das Hydrierwerk mehr als zwanzigmal bis zur völligen Zerstörung an. Zwischen den Angriffen lief die Produktion, wenn auch eingeschränkt, immer wieder an. 6552 alliierte Flugzeuge warfen insgesamt eine Bombenlast von etwa 18.000 Tonnen auf die Leunawerke und ihre Umgebung ab. Bei den Luftangriffen kamen auch zahlreiche Zwangsarbeiter ums Leben. Am 4. April 1945 kam die Produktion endgültig zum Erliegen.

### VEB Leuna-Werke Walter Ulbricht
Die Leunawerke kamen nach Ende des Zweiten Weltkriegs und der Zerschlagung der I.G. Farben in Form einer Sowjetischen Aktiengesellschaft in sowjetischen Besitz. Das im Krieg schwer beschädigte Werk verlor weitere 45 bis 50 Prozent der Anlagen durch Demontagen aufgrund der auf der Pariser Friedenskonferenz 1946 beschlossenen Reparationen gegenüber der Sowjetunion.
1954 wurden die Leunawerke in Volkseigentum überführt. Offiziell hieß das Werk bald VEB Leuna-Werke „Walter Ulbricht“ (LWWU) und war der größte Chemiebetrieb der DDR. Im Werk arbeiteten zirka 30.000 Werktätige, die Produkte wurden in ungefähr vierzig Länder exportiert. Das Werksgelände – komplett eingezäunt – erstreckte sich auf einer Länge von sieben Kilometern und einer Breite von drei Kilometern. Auf dem Werksgelände befinden sich zwei Bahnhöfe der 1846 eröffneten Thüringer Bahn: Leuna Werke Nord und Leuna Werke Süd.

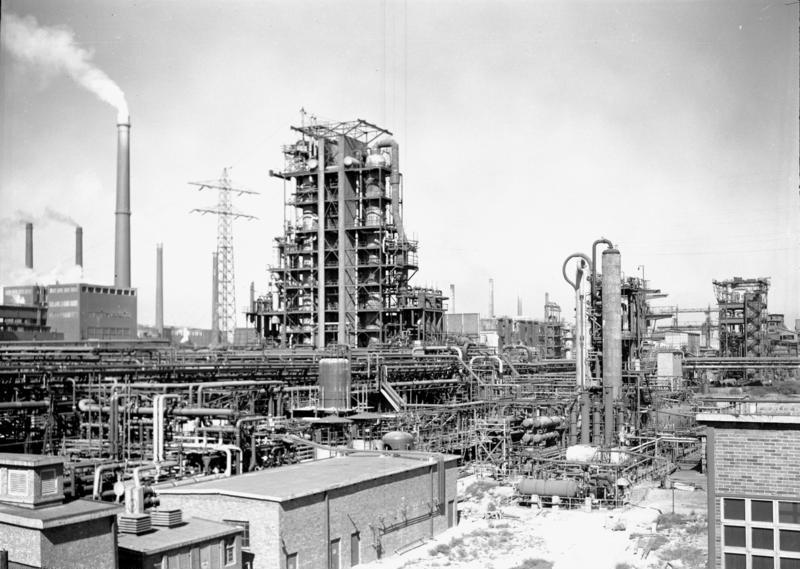
Leuna-Werke, Destillationsanlagen, September 1959

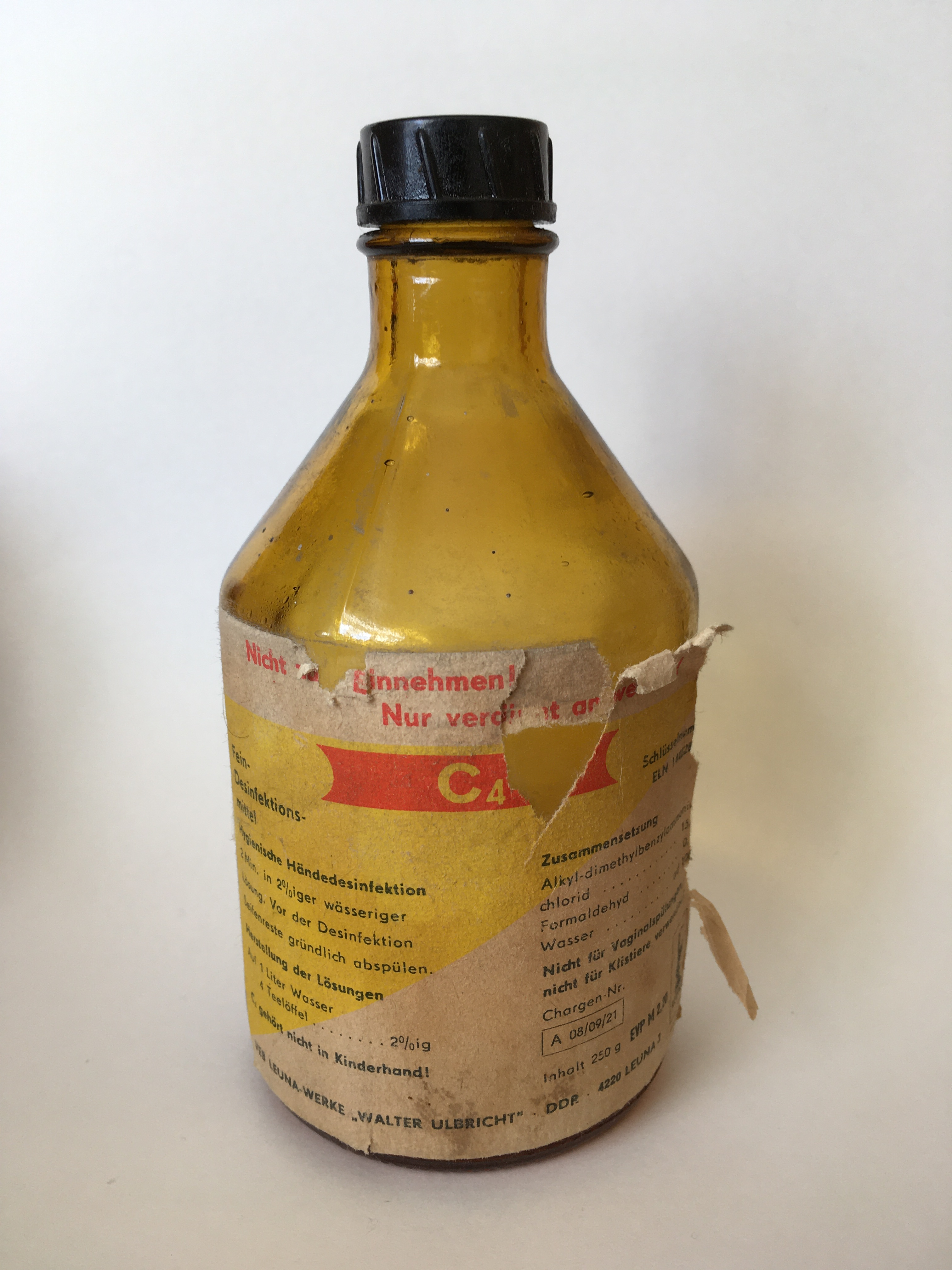
C4 Fein-Desinfektionsmittel des VEB Leuna-Werke „Walter Ulbricht“

1959 begann neben dem weiterbestehenden Altwerk der Bau des Werkes Leuna II. Es handelte sich um einen modernen Produktionskomplex für die Petrochemie. Die Crackanlage zur Herstellung petrochemischer Rohstoffe wie Ethen und Propen und darauf aufbauend die Anlagen für Phenol, Caprolactam und Hochdruckpolyethylen wurden aus der Bundesrepublik Deutschland, der UdSSR, der DDR und aus Großbritannien geliefert. Die Rohstoffversorgung für die Erdölverarbeitung im Altwerk und damit für die Crackanlage erfolgte aus der UdSSR über die Erdölleitung Freundschaft via Schwedt/Oder. Um auch andere Erdöllieferanten nutzen zu können, wurde das Pipelinesystem an den Überseehafen Rostock angeschlossen.
In den 1970er- und 1980er-Jahren wurde, bedingt durch die beiden Ölpreiskrisen 1973/74 sowie 1979/80 und die verminderten Erdöllieferungen aus der UdSSR, besonders in die Erdölverarbeitung investiert. Neue Anlagen zur tieferen Spaltung des Erdöls wurden beispielsweise aus der Bundesrepublik Deutschland, aus Japan, Österreich und Schweden geliefert und mit modernen bundesdeutschen und US-amerikanischen Prozessleitsystemen betrieben. Damit wurde zugunsten der höherwertigen „weißen Produkte“ wie Motorenbenzin, Dieselkraftstoff und leichtes Heizöl der Anteil an „schwarzen Produkten“ (Schweröl und Bitumen) praktisch auf Null gesenkt. Die Kraftstoffe aus Leuna II wurden zur Devisenbeschaffung und zur Refinanzierung der Anlagen über den Bereich Kommerzielle Koordinierung des Ministeriums für Außenhandel der DDR auch in das westliche Ausland exportiert. So gab es an den Tankstellen West-Berlins Leuna-Benzin. Auch die schwersten Reste der Erdölverarbeitung wurden in der neuen Niederdruckmethanolanlage als Rohstoff für Synthesegas eingesetzt. Insgesamt war aber die Technologie wegen des hohen Bedarfs an Wasserstoff für die Hydrierung zu teuer.
Der technische Verschleiß der 60 bis 70 Jahre alten Anlagen (etwa zur Synthesegaserzeugung, zur Ammoniaksynthese und zur Hochdruckmethanolsynthese) war in den 1980er-Jahren so hoch, dass wegen des hohen Energie-, Arbeitskräfte- und Instandhaltungsbedarfs ein wirtschaftlicher Betrieb nicht mehr möglich war. Um dem Arbeitskräftemangel zu begegnen, arbeiteten in den letzten Jahren der DDR NVA-Bausoldaten im Werk.
Wie viele anderen Großbetriebe der DDR baute das Unternehmen eine große Sammlung von DDR-Kunst auf und vergab dafür Aufträge. Seit 1998 befindet sich die mehr als 700 Kunstwerke umfassende Sammlung im Eigentum des Landes Sachsen-Anhalt.
Die Leunawerke gehörten zu den wenigen Einrichtungen in der DDR, die nach 1971 den Namenszusatz „Walter Ulbricht“ behielten.

### Aufteilung nach 1990

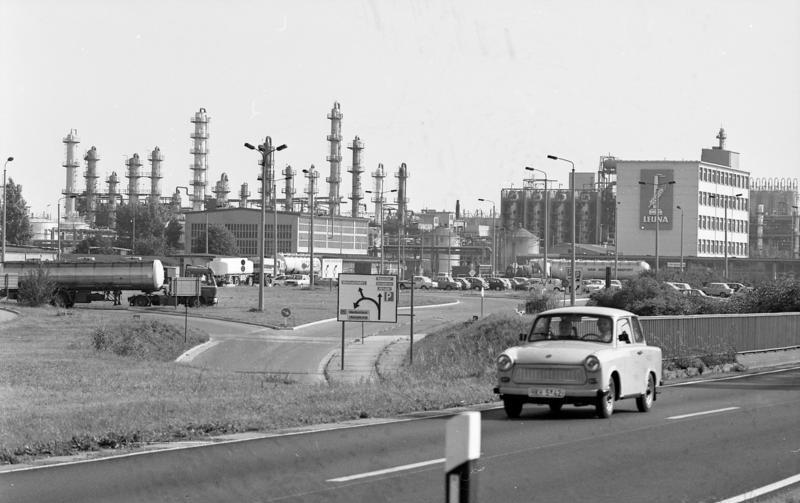
Industrieanlagen in Leuna, 1991

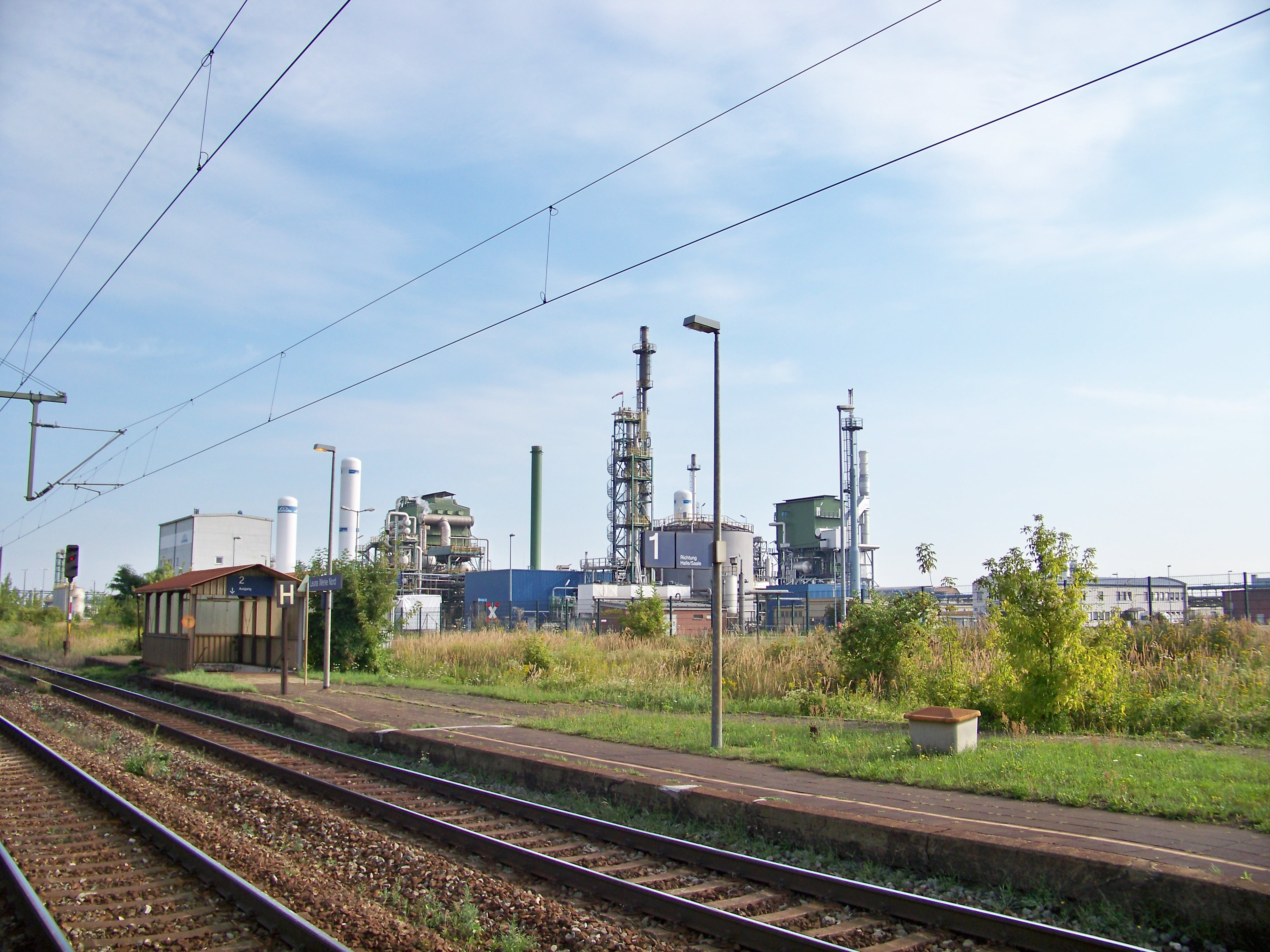
Haltepunkt Leuna Werke Nord, im Hintergrund der Standort der Linde AG

Nach der Deutschen Wiedervereinigung wurde das Kombinat von der Treuhandanstalt in kleinere und größere Einheiten aufgeteilt und verkauft; der Verkauf des größten, einzelnen Flächenanteils mit 320 ha erfolgte an den neuen Raffineriebetreiber. Zusätzlich erfolgte eine Reihe von Neugründungen und Neuansiedlungen von Unternehmen. So finden sich heute auf dem Gelände des Chemieparks viele unterschiedliche Firmen. Die Zahl der Arbeitsplätze reduzierte sich aber erheblich, wie bei vielen anderen Großbetrieben der DDR auch. Das Leuna-Werk war im Jahr 1978 mit 28.000 Beschäftigten der größte Chemiebetrieb in der DDR; 2014 waren es auf dem ehemaligen Werksgelände nur noch 9.000 Beschäftigte.
Um den Erhalt des Standortes zu fördern, vermittelte Bundeskanzler Helmut Kohl zwecks Erhaltung „industrieller Kerne“ in den Neuen Bundesländern die Übernahme der Erdölraffinerie an den französischen Mineralölkonzern Elf Aquitaine. Für Schmiergeldzahlungen im Rahmen der Übernahme (Leuna-Affäre) wurden französische Manager verurteilt, unter anderem Alfred Sirven.
Die Mitteldeutsche Erdoel-Raffinerie (MIDER) ging 1997 nach zweieinhalbjähriger Bauzeit als modernste ihrer Art in Europa in Betrieb. Sie stellte die größte Direktinvestition eines französischen Konzerns in den neuen Bundesländern dar. Erleichtert wurde die Investition durch die Zusage von EU-Beihilfen in Höhe von 1,4 Milliarden Mark oder 27 % der Investitionssumme.
Die Raffinerie, die mit Anlagenneubauten auf das Gebiet Leuna III in Richtung des Dorfes Spergau ausgedehnt wurde, trägt heute den Namen Total Raffinerie Mitteldeutschland GmbH (TRM), neben Total sind weitere Unternehmen beteiligt.

## Überlieferung
Die schriftliche Überlieferung der Leunawerke vom Jahr 1916 bis in die Mitte der 1990er Jahre wird heute zusammen mit einer umfangreichen Fotosammlung im Landesarchiv Sachsen-Anhalt in der Abteilung Merseburg verwahrt. Der Bestand trägt die Bestandsbezeichnung I 525.

## Bauwerke
Höchstes Bauwerk des Leuna-Werks ist ein 1989 fertiggestellter 200 Meter hoher Kamin, der jedoch in den Listen der Luftverkehrshindernisse von Deutschland fehlt.
Zwei weitere Bauwerke mit über 100 Metern Höhe der Leunawerke sind der 155 Meter hohe Kamin des Raffineriekraftwerks und die 140,3 Meter hohe Hochfackel der Raffinerie.